# Lena Hansson (skådespelare)
Lena Margareta Hansson, född 15 oktober 1944 i Östersund, död 8 november 2016 i Stockholm, var en svensk skådespelare, sångare och musiker.

## Biografi
Redan vid 13 års ålder debuterade Hansson som basist i Merit Hemmingsons orkester, och 1959 gjorde hon revydebut i Karl Gerhards Ursäkta handsken. Hon gjorde TV-debut i Åke Falcks underhållningsprogram Där nere i parken och anlitades sedan i flera TV-produktioner, bland annat humorserien Partaj. Under 1960-talet spelade hon revy hos Albert Gaubier på Södra Teatern i Malmö och hos Carl-Gustaf Lindstedt och Arne Källerud på Nöjeskatten. Hon samarbetade även med Beppe Wolgers och Povel Ramel.
Lena Hansson deltog i den svenska Melodifestivalen 1969 med låten "Du ger mig lust att leva" och placerade sig på sjunde plats. Redan året innan debuterade hon på Svensktoppen med "Ja det var då..." en låt som senare kom att förknippas med Anita Lindblom.
Hon turnerade i folkparkerna med Svante Thuresson och Ann-Louise Hanson och gjorde krogshower med bland andra Owe Thörnqvist, Stig Grybe och Rolf Bengtsson. År 1976 hoppade hon in som ersättare för Monica Zetterlund i Hasse och Tages revy Svea Hund på Göta Lejon.
På 1980-talet lämnade hon rampljuset för att ägna sig åt barnpedagogik. Lena Hansson är gravsatt i minneslunden på Skogskyrkogården i Stockholm.

## Filmografi
- 1963 – Herr "M" bekommt eine stunde
- 1964 – Bröllopsbesvär
- 1965 – Kattorna
- 1966 – Syskonbädd 1782
- 1967 – Livet är stenkul
- 1971 – Lavforsen – by i Norrland
- 1975 – Långtradarchaufförens berättelser (TV-serie)
- 1985 – Det sköna är svårt
- 1994 – Den vite riddaren (TV-serie)

## Teater

### Roller
| År   | Roll        | Produktion                                            | Regi                 | Teater           |
| ---- | ----------- | ----------------------------------------------------- | -------------------- | ---------------- |
| 1963 | Medverkande | Vi har fyr för oss, revy Bros. Corp.                  | Ragnar Sörman        | Boulevardteatern |
| 1966 | Medverkande | Bom krasch, revy Beppe Wolgers                        | Johan Bergenstråhle  | Idéonteatern     |
| 1967 | Medverkande | Svendska revyn, revy Svend Asmussen och Beppe Wolgers | Mille Schmidt        | Idéonteatern     |
| 1967 | Medverkande | Vi älskar er, revy Beppe Wolgers                      | Stig Ossian Eriksson | Idéonteatern     |
| 1992 |             | Madicken Astrid Lindgren                              | Pernilla Skifs       | Göta Lejon       |
| 1992 |             | Ryck mig i slipsen Staffan Götestam och Sture Nilsson | Staffan Götestam     | Göta Lejon       |

## Diskografi

### Album
- 1970 – Att vara nära...

### Singlar
- 1968 – Ja det var då... / Lägg av den gamla stilen
- 1969 – Du ger mig lust att leva / Vårt samtal i morse
- 1969 – Glöm allt / Du får mej dit du vill
- 1970 – Du spar och har / Att vara nära
- 1971 – En man, en fiol och en sång / Det kan aldrig bli vi